# Louis-Claude Malbranche
Louis-Claude Malbranche (2 septembre 1790 à Caen - 4 novembre 1838 à Caen) est un lithographe et peintre de paysages et de marines français.

## Biographie

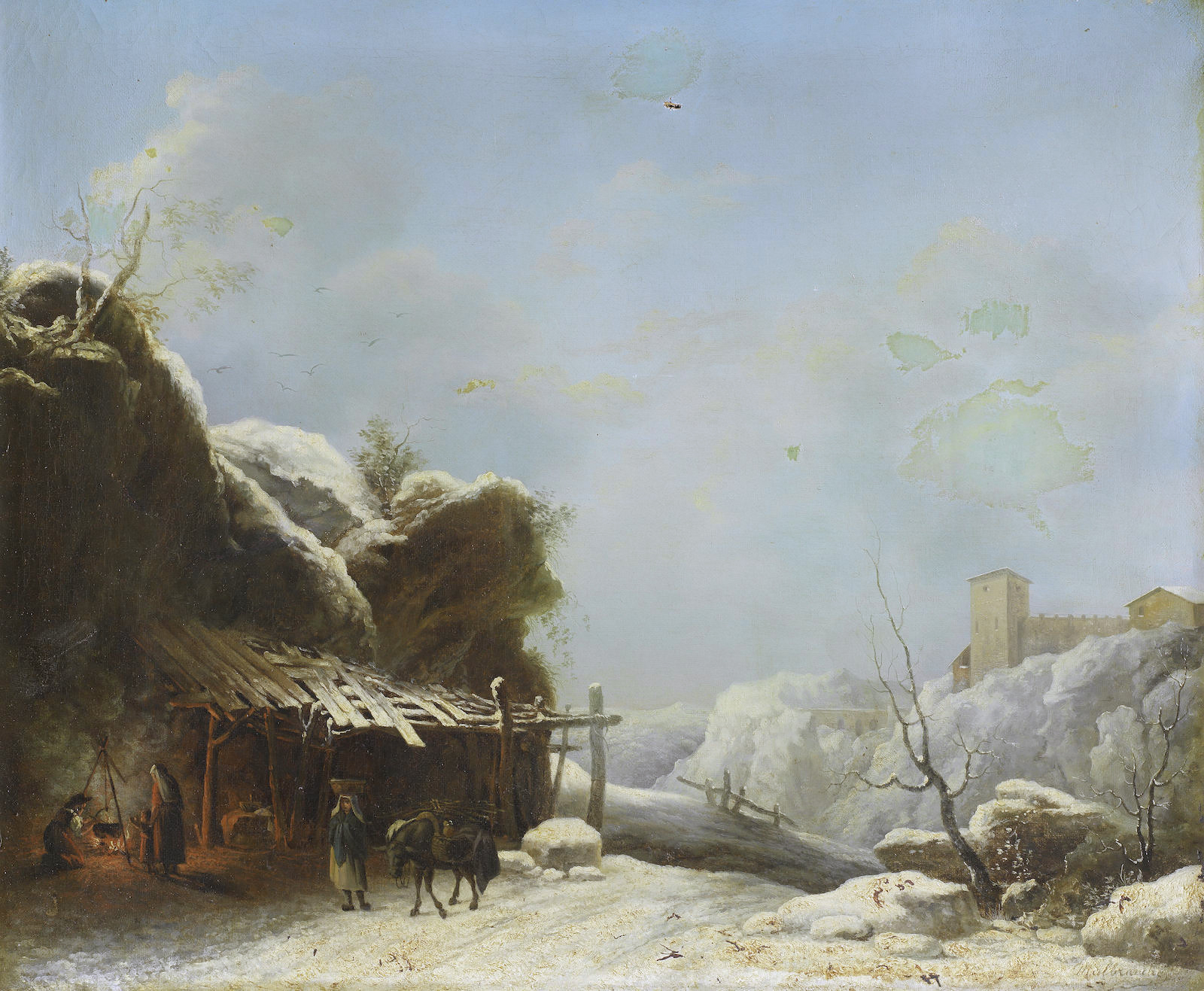
Un paysage en hiver (avant 1838, coll. priv.)

C’est à Paris où les parents de Malbranche étaient montés, en 1802, occuper une boutique de perruquier dans le passage des panoramas que les dispositions de leur fils commencèrent à être remarquées. Dès l’âge de douze à treize ans, Malbranche manifestait un goût passionné pour le dessin : sur les dalles, sur les murs du passage, il charbonnait ou crayonnait, quand il avait du crayon, des lignes et des figures qui attestaient chez lui une intelligence instinctive de l’art qu’il cultiva depuis. À cette époque, Prévôt, le peintre des panoramas, étonné du sentiment que Malbranche mettait en cherchant à rendre tout ce qui frappait son imagination, s’intéressa à lui, et offrit à ses parents de le prendre pour élève. Mais les bonnes dispositions de l’artiste rencontrèrent un obstacle auquel il ne devait pas s’attendre : le père de Malbranche refusa net la proposition. Selon lui, son fils devait rester coiffeur, et il ne fallut, pour le déterminer à céder, rien moins qu’une année de ses loyers en arrière, et l’offre généreuse que fit M. Terre, propriétaire des panoramas et du passage, de donner une quittance en échange de l’enfant. À ces conditions, Malbranche entra au panorama et, quoique âgé seulement de quatorze ans et demi, guidé par Prévôt, il y fit de rapides progrès. Le premier panorama auquel Malbranche coopéra comme peintre, fut celui de Wagram. Vinrent ensuite ceux de Tilsitt, Anvers, etc.
Pendant que se développait le talent de Malbranche, la pauvreté de sa famille augmentait, à tel point qu’elle ne compta bientôt plus que sur lui pour vivre. Ce fut probablement cette circonstance qui la fit se refuser au projet, qu’avait formé Prévôt, de l’emmener dans son voyage en Grèce : ce fut surtout cette pénurie qui entrava l’instruction du jeune peintre ; car dans les intervalles d’un panorama à un autre, bien que travaillant dans l’atelier du peintre d’histoire Bergeret, Malbranche était contraint, pour satisfaire aux besoins de ses parents, de dessiner pour le commerce des échantillons, auxquels il gagnait de 7 à 8 francs par jour. Dans cette situation pénible, il eut besoin, pour soutenir son zèle, d’encouragements, qui, du reste, ne lui manquèrent pas : David et Vivant Denon, entre autres, qui avaient deviné son talent, lui donnèrent de nombreux témoignages d’intérêt. Ce ne fut qu’en 1816 ou 1818, que Malbranche put quitter ses échantillons, et reprendre plus assidûment ses études de peinture. Cette dernière année, il exposa une Marguerite d'Anjou et un Mendiant sous le portail de Saint-Germain-l’Auxerrois. En 1820, il exposa encore un Enfant de chœur desservant l’autel de l’église Saint-Leu. En 1822, il fit recevoir au salon son premier effet de neige, tableau acheté par le duc d'Orléans. À dater de ce moment, il put se livrer avec activité à l’étude du paysage qu’il affectionnait. Ses premiers essais se firent dans la forêt de Fontainebleau.
Il faisait au moins un voyage par an, qui lui fournissait un grand nombre de croquis et il dessina beaucoup de sites à Rouen, Le Havre, Honfleur, Lisieux, Évreux et Caen. Il eut bientôt également parcouru la France en tous sens et visité ses côtes : ses excursions s’étendirent jusqu’au Piémont et en Suisse ; mais un sentiment de prédilection le ramenait souvent dans sa Normandie natale où il revint en 1821, 1827, 1832 et 1833 et il était dans sa ville natale lorsqu’il fut si vivement enlevé aux arts, à sa famille et à ses amis.
Lorsqu’il mourut, Malbranche n’avait manqué aucune exposition depuis 1824, et avait toujours eu de cinq à six tableaux à chacune. Il en vendit trois à la liste civile, deux effets de neige et un clair de lune, souvenir du Havre. À l’exposition de 1830, il obtint la médaille d'or, comme paysagiste ; à Douai, il reçut une grande médaille d’argent ; il lui en fut accordé deux à Valenciennes, mais il était mort quand la nouvelle en parvint à sa famille. Ses tableaux importants sont, outre ceux acquis par le Roi, une vue de Dinan ; la vallée de Fleury ; la retraite de Russie ; la chasse au héron ; l’entrée d’un chenal, côtes de Normandie ; la vallée de Munster ; une vue du Mont-Blanc ; un souvenir des Alpes, Effet de lune et de lumière ; plusieurs grèves ; des vues de Normandie, de Bretagne, de Picardie et des Vosges.
C’est par ses neiges que Malbranche a acquis le plus de réputation ; il a surtout le mérite d’avoir vaincu, autant que cela a été possible, la difficulté et la monotonie du sujet. Dans les autres parties du paysage, quelques critiques lui ont reproché une trop grande facilité, qu’il faut peut-être attribuer au besoin qu’il avait de vendre. Quoi qu’il en soit, ses neiges ont une supériorité incontestable sur tout ce qui a été fait, en ce genre, par les peintres français, et le mettent à côté des bons peintres flamands. (NB : l'ensemble de cette notice biographique est une paraphrase de la notice rédigée par Georges Mancel).

## Peintures

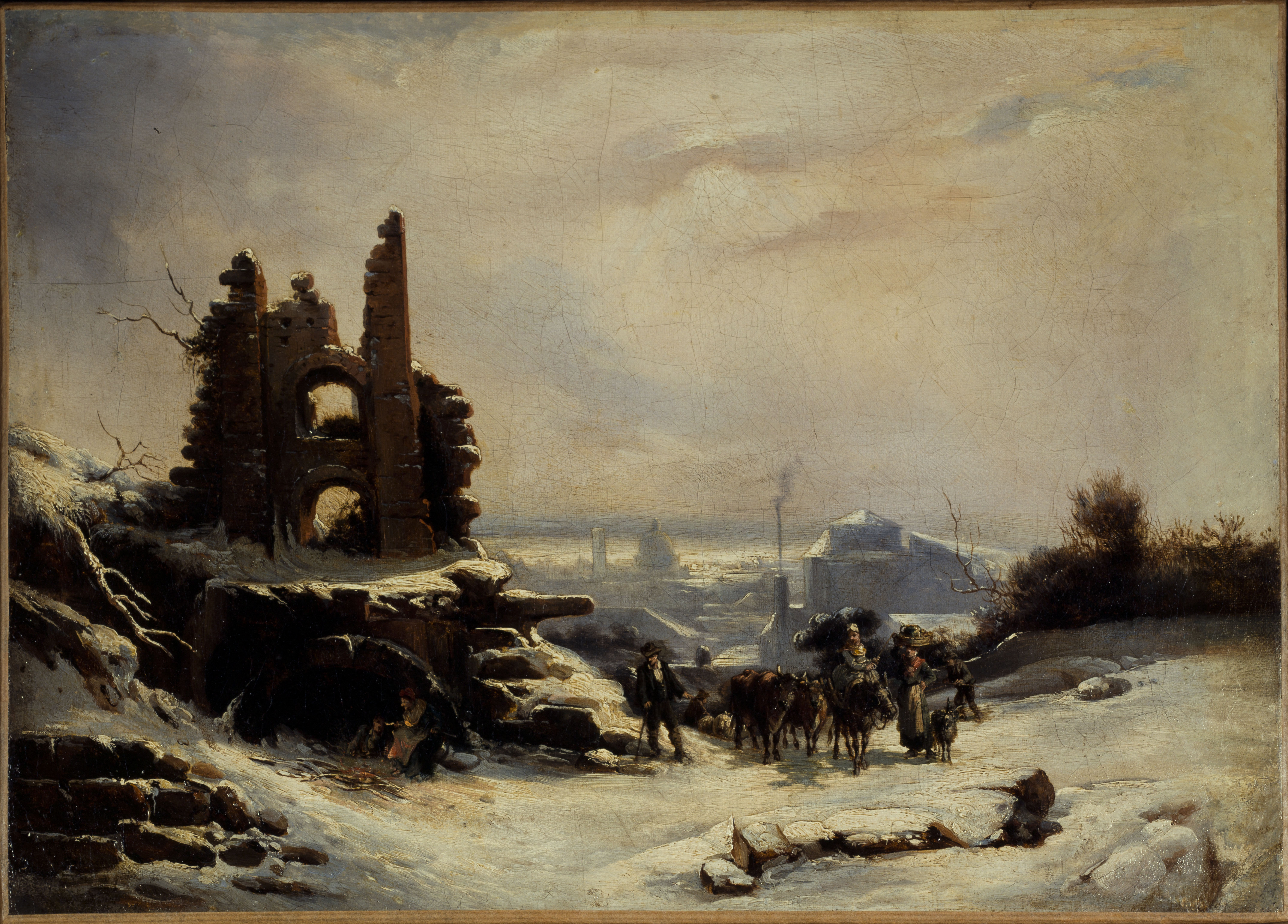
Le retour du marché (effet de neige sur Paris) (vers 1830, musée Carnavalet).

- Convoi militaire, Bar-le-Duc, Musée Barrois ;
- Paysage d'hiver, Belfort, musée d'Art et d'Histoire ;
- Intérieur de chapelle, Dijon, Musée Magnin ;
- Rue de village sous la neige, Dijon, Musée Magnin ;
- Paysage d'hiver, effet de neige, Laval, musée du vieux château ;
- Paysage romantique à la tour, 1820, Musée des Beaux-Arts de Caen  ;
- Paysage, côtes normandes, jadis au Musée des Beaux-Arts de Caen, œuvre détruite ;
- Paysage, effet de neige,jadis au Musée des Beaux-Arts de Caen, œuvre détruite ;
- Paysage, environs de Beauvais, jadis au Musée des Beaux-Arts de Caen, œuvre détruite ;
- Ruines d'un château et effet de lune, jadis au Musée des Beaux-Arts de Caen, œuvre détruite ;
- Vue de la ville de Caen prise du côté de la vieille rivière d'Orne, jadis au Musée des Beaux-Arts de Caen, œuvre détruite ;
- Vue de Normandie, jadis au Musée des Beaux-Arts de Caen, œuvre détruite ;
- Effet de neige, Musée des beaux-arts de Bernay ;
- Vue de Caen (effet de neige), Musée des Beaux-Arts d'Angers ;
- Entrée d'un port, clair de lune, Musée du Vieux Manoir d'Orbec ;
- Paysage d'hiver, Spire, Musée historique du Palatinat ;
- Soldats français en retraite de Russie, Spire, Musée historique du Palatinat ;
- Le retour du marché (effet de neige sur Paris), musée Carnavalet.

## Rétrospectives
- « Louis-Claude Malbranche, 1790–1838 », musée des beaux-arts de Caen, 24 novembre 2001 – 25 février 2002 ; Boulogne-Billancourt, bibliothèque Marmottan, 21 mars – 22 juin 2002[2]